# Gunnar Lundberg den äldre
Gunnar Lundberg, född 22 mars 1926 i Sävar, död 27 juli 2016 i Stockholm, var en svensk operasångare och sångtextförfattare. Lundberg började sin sångkarriär som tenor, men gick över till barytonstämman 1973.
Lundberg utbildade sig först till meteorolog. Han studerade därefter sång för Martin Öhman, Max Lorenz och Ragnar Hulthén innan han utbildade sig i operaklassen vid Kungliga Musikhögskolans mellan 1958 och 1960.
Han anställdes vid Kungliga Operan 1960, och debuterade då som Erik i Värmlänningarna. Han gjorde bland annat titelrollen i Händels Ariodante, de båda rollerna Eisenstein och Dr. Falke i Strauss Läderlappen, Pinkterton i Puccinis Madame Butterfly, Donner i Wagners Rhenguldet och Germont i Verdis La traviata.
Se även Gunnar Lundberg den yngre.

## Teaterroller
- 1980 – Bill Bobstay, båtsman i HMS Pinafore av Arthur Sullivan och W. S. Gilbert, regi Hans Alfredson, Oscarsteatern[2]